# Erdewan Zaxoyî
Erdewan Zaxoyî, född 1957 i Zakho, Kurdistan, försvann år 1986 i Bagdad och har sedan dess varit borta. På grund av detta har det antagits att han dog i samband med försvinnandet 1986. Han var och är en av de mest populära kurdiska artisterna någonsin. Erdewan sjöng politiska låtar om frihet, jämlikhet, rättvisa och kurdisk nationalism. Detta var strängt förbjudet av Baathpartiet vilket resulterade till att Erdewan blev tvungen att gå i exil till Iran, där han levde under ett antal år innan han återvände till staden Zakho igen. Erdewan tros ha blivit mördad av Saddam Husseins regim, efter att ha blivit bortförd år 1986, och sedan dess, spårlöst försvunnen.
Saddam Hussein besökte staden Zakho (Erdewans hemstad) efter det att Erdewan försvunnit. Erdewans mor ska enligt uppgift personligen ha frågat Saddam Hussein om han vet vart Erdewan kan befinna sig, varpå Saddam skall ha svarat "Om han finns vid liv så har du mitt ord på att han kommer att äta frukost med dig imorgon." Vilket tyder på att Saddam Hussein kan ha haft information om Erdewans försvinnande och antydda död.
Än idag ses Erdewan som en av Kurdistans största nationalister, och många av hans låtar spelas i samband med propaganda och nationalistiska filmer om Kurdistan och den kurdiska befolkningens strid för självständighet.